# Autodesk Vault
Autodesk Vault è uno strumento di gestione dei dati integrato con i prodotti Autodesk Inventor, Autodesk Inventor Professional, AutoCAD Mechanical, AutoCAD Electrical, Autodesk Revit e Civil 3D. Aiuta i team di progettazione a tenere traccia del lavoro in corso e mantenere il controllo della versione in ambienti multiutente. 
Consente loro di organizzare e riutilizzare i progetti consolidando le informazioni sui prodotti e riducendo la necessità di ricreare i progetti da zero. Gli utenti possono archiviare ed eseguire ricerche sia nei dati CAD (come file di Autodesk Inventor, DWG e DWF) che in documenti non CAD (come file Microsoft Word e Microsoft Excel).